# لیانجیانگ

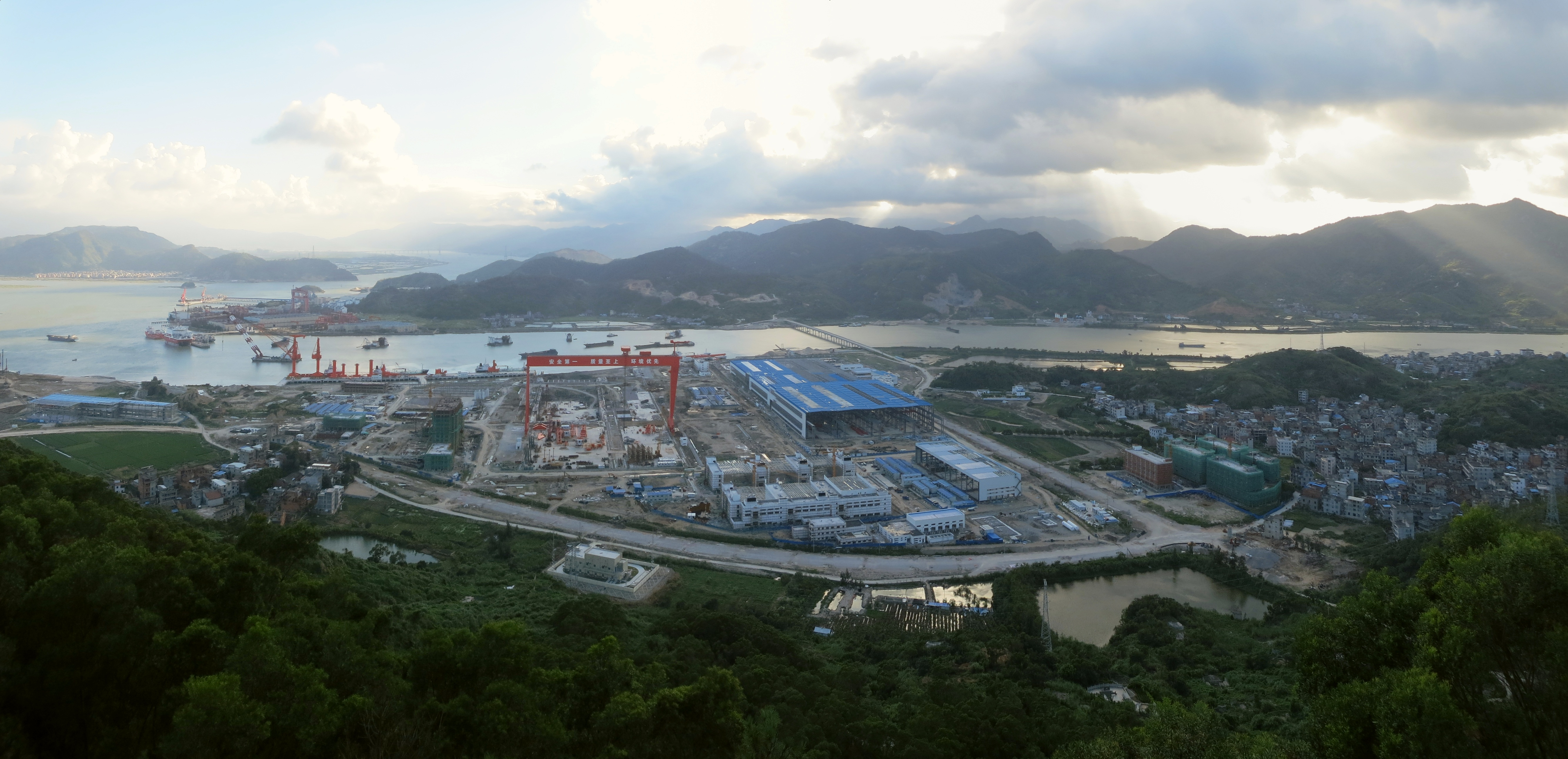
تصویر گمرک و بندر تجاری کشتی رانی لیانجیانگ

لیانجیانگ (به لاتین: Lianjiang County) یک شهرستان در جمهوری خلق چین است که در فوجو واقع شده‌است.

## خصوصیات
لیانجیانگ ۱٬۱۶۸٫۱ کیلومترمربع مساحت و ۶۲۰٬۰۰۰ نفر جمعیت دارد.